# 南条好輝
南条 好輝（なんじょう こうき、1952年〈昭和27年〉8月20日‐、別名：南條 好輝）は、日本の俳優である。MC企画所属。

## 来歴
現在の兵庫県丹波篠山市出身、身長170cm。篠山鳳鳴高校、関西大学文学部卒業。
関西大学文化会演劇研究部「学園座」在籍時には、寺山修司の天井桟敷で修行経験もした。
その後は、NHK大阪放送劇団付属研究所、劇団五期会にも在籍。
テレビドラマでは、「連続テレビ小説」（NHK大阪放送局制作）や、必殺シリーズ（朝日放送制作）などに、数多く出演。NHKウイークリーステラ2019年1/25号によると、NHK朝の連続テレビ小説の最多出演（作数）となっている（役名なしも含む）。
南条ゼミナールを主宰し、朗読教室と劇団てんこもりを開いている。

### 近松二十四番勝負
2004年7月以降、『南条好輝の近松二十四番勝負』と題した、三島ゆり子と2人だけでの80分間の「語り芝居」を開始。
近松門左衛門の世話物（全24本）の上演を、2011年10月（足掛け8年）に達成した。
其の十四「丹波与作待夜のこむろぶし」の功績が評価され、平成20年度(2008年)「大阪文化祭賞」奨励賞（現代演劇・大衆芸能部門）を受賞した。

## 出演

### テレビドラマ

#### NHK
- 銀河テレビ小説 青春戯画集（1981年） - 浅妻時雄 役
- 連続テレビ小説
  - 純ちゃんの応援歌（1989年） - 野田監督 役
  - ええにょぼ（1993年）
  - ぴあの（1994年） - 大工
  - ふたりっ子（1996年） - バーヤン 役
  - やんちゃくれ（1998年） - 平田浩介 役
  - あすか（1999年） - 嵐山ホテルの板前頭・前田 役
  - ほんまもん（2001年） - 板谷部長 役
  - 芋たこなんきん（2006年） - 大浦医師 役
  - ウェルかめ（2009年） - 商工会長・丸山
  - カーネーション（2011年） - 生地屋・河瀬
  - ごちそうさん（2013年） - 新井社長 役
  - マッサン（2014年） - 島田物産 専務・山之内 役
  - あさが来た（2015年） - 山屋与平 役
  - わろてんか（2017年） - 伊能忠春 役
  - おちょやん（2021年） - 岩下

2021年時点でNHK連続テレビ小説史上最多出演数を保持する（15作（14作と書かれているが、「純ちゃんの応援歌」も含めると15作である）と、いずれもNHK大阪放送局制作）。
- ネット·バイオレンス〜名も知らぬ人々からの暴力〜（2000年11月11日）
- 聖徳太子（2001年11月10日） - 三輪君逆
- ジャッジ 〜島の裁判官奮闘記〜　第1〜2話（2007年10月6日・13日） - 紬工場社長
- 浪花の華〜緒方洪庵事件帳〜　第6話「北前船始末（後編）」（2009年2月14日） - 境屋
- 歴史秘話ヒストリア　第21回「一件落着！？桜吹雪伝説」（2009年10月28日） - 遠山景晋
- 立花登青春手控え 第3回「女牢（おんなろう）」（2016年5月27日、NHK BSプレミアム） - 能登屋政右衛門
- NHKBS特集ドラマ 龍馬の遺言（2017年12月29日、NHK BSプレミアム） - 横井小楠 役[5]
- 小吉の女房（2019年） ‐ 大久保上野介
- 令和元年版 怪談牡丹燈籠（2019年） ‐ 与兵衛

#### 日本テレビ・よみうりテレビ
- 花真珠（1990年）

#### TBS・毎日放送
- 水戸黄門
  - 第30部
    - 第1話「初春の旅立ち -水戸・日光-」（2002年1月7日）
    - 第17話「二枚目助さん 女難の相 -倉敷-」（2002年5月6日）
    - 第20話「岸壁に祈る母 -柏崎-」（2002年8月13日）

  - 第34部 第3話「父子つないだ職人魂 -相馬-」（2005年1月24日） - 熊沢正吾
  - 第35部 第13話「黄門様のお供は偽千太 -人吉-」（2006年1月16日） - 谷口十蔵
  - 第36部 第2話「母子逢わせた達磨さま -高崎-」（2006年7月31日） - 絹川屋太一郎
  - 第41部 第9話「女意気地とニブイ奴 -新宮-」（2010年6月7日）
  - 第42部 最終話「お命頂戴！御老中 -江戸-」（2011年3月21日） - 友部彦三郎
  - 第43部 第14話「母ちゃん探して伊勢参り -伊勢-」（2011年10月24日）
- てだのふあ・おきなわ亭（1979年） - ギンちゃん
- ＭＢＳドラマの風「夜の取調室」(2002年)
- 新・いのちの現場から2（2006年、ドラマ30）
- 遺品整理人 谷崎藍子3（2012年、月曜ゴールデン）
- VIVANT 第5話（2023年8月13日、TBS） - 星野

#### フジテレビ・関西テレビ
- 青春INGS ゆう子とヘレン　第12話「赤ヘルを逃がすな」（1983年） - 川辺
- 怪人二十面相と少年探偵団 第11,12回（1983年） - 黒川勝一
- 鬼平犯科帳
  - 第2シリーズ 第8話「盗賊二筋道」（1990年）
  - 第8シリーズ 最終話「さらば鬼平犯科帳スペシャル」（1998年） - 磯辺十郎左衛門
  - 第9シリーズ 第4話「一本饂飩」（2001年） - 伊勢屋の番頭
- 荒木又右衛門 伊賀の決闘（1997年） - 孫右衛門
- 剣客商売 第4シリーズ 第5話「東海道見附宿」（2003年） - 辰吉
- 夏樹静子サスペンス「黒い帽子の女」（2007年7月27日、金曜プレステージ）

#### テレビ朝日・朝日放送
- 必殺シリーズ
  - 新・必殺仕事人 第6話「主水喧嘩の仲裁する」（1981年） - 定吉
  - 新・必殺仕舞人 第6話「南部よしゃれは鬼の道」（1982年） - 六助
  - 必殺仕事人III　第2話「下駄をはかせたのは両替屋」（1982年10月15日） - 与吉
  - 必殺仕事人IV
    - 第12話「勇次 鼠小僧と間違えられる」（1984年） - 清吉
    - 第26話「主水 外で子供をつくる」（1984年） - 新五

  - 必殺橋掛人 第4話「小伝馬町の怪奇牢を探ります」（1985年） - 仙三
  - 必殺仕事人V・激闘編　第27話「主水、トカゲのしっぽ切りに怒る」（1986年） - 倉吉
  - 必殺仕事人V・旋風編 第2話「りつ、ハウスマヌカンになる」（1986年）- 朝吉
  - 必殺仕事人2019（2019年3月10日） - 吉森
- 赤かぶ検事奮戦記II　第5話「火魔走る」（1981年12月25日）
- 赤かぶ検事奮戦記III　第2話「犯人は夫か妻か?」（1983年1月14日）
- 赤かぶ検事奮戦記IV　第4話「匂いに負けた誘惑」（1985年12月13日）
- 西部警察 PART-III 第48話「激追!! 地を走る3億ドル - 大阪・神戸篇 -」（1984年） - 軍司(演:福本清三)らに拉致されるエルシーウェア販売員
- 京都殺人案内（1986年4月19日、土曜ワイド劇場） - 小杉刑事
- 土曜ワイド劇場 ラーメン刑事「龍」の殺人推理5 ラーメン刑事VS讃岐うどん（2005年） - 大森署長（高松北署）

#### テレビ東京・テレビ大阪
- 月影兵庫あばれ旅 第1シリーズ 第4話「生きる為に忘れろ!」（1989年） - 藤波 役
- 参上! 天空剣士 第二十話「走れ!月太郎」（1990年） - 人夫頭
- 鞍馬天狗 第五話「闇に浮かぶ能面の恐怖」（1990年） - 香取任蔵 役
- 幕府お耳役檜十三郎 第3話「紫袱紗に包まれた謎」（1991年）
- 父からの手紙（2007年12月26日、水曜ミステリー9） ‐ 坂下教授 役

#### WOWOW
- 京極夏彦 「怪」 第2話「隠神だぬき」（2000年3月18日、WOWOW） - 文吉
- 大江戸グレートジャーニー 〜ザ・お伊勢参り〜（2020年）

### アニメ
- じゃりン子チエ（1982年） - 仁吉 {地獄組ボスの秘書}
- チエちゃん奮戦記 じゃりン子チエ（1992年）  - ハンコ屋

### 映画
- いちげんさん（1999年）
- -less（2001年） - 山下修一郎
- 老いてこそ我が道をゆく みたらし団子（2003年）
- 日曜日は終わらない（2005年）
- 恋する彼女、西へ。（2008年）
- 柘榴坂の仇討（2014年） - 商人

### Vシネマ
- ミナミの帝王シリーズ（ケイエスエス）
  - ミナミの帝王ZERO（2019年）
- 首領への道（GPミュージアム）
- 筋モンリーグ 野球篇（2006年）

### ラジオドラマ
- アドベンチャーロード　美味しんぼ探偵局（1988年12月5日 - 16日、NHK-FM）
- ラジオ深夜便　天井裏（1994年3月28日、NHKラジオ第1）
- 特集オーディオドラマ　ラヂオ（2000年8月21日 - 24日、NHK-FM）
- ドラマの風　夜の取調室（2001年7月7日、MBSラジオ）
- FMシアター（NHK-FM）
  - 喜劇が生まれた日（2003年12月6日）
  - ホーム･レス（2005年11月12日）
  - パズル（2006年2月4日）
  - ぶたぶた（2009年6月6日）
  - 『ともに帰らん』（2016年8月6日） - 石田教授 役[6]
  - オトンの焼きそば（2021年11月6日）
  - 塀の中のリクエスト（2024年8月24日）
- 青春アドベンチャー（NHK-FM）
  - アクア・ライフ 第4話・第9話（2005年11月17日・24日）
  - 高天原探題（2019年3月11日 - 22日）
- 南号作戦 最後の輸送船 東城丸（2015年11月8日、ABCラジオ）[7]

### 舞台
- 劇団てんこもり（作・演出）
  - 亀山家の通夜騒動（2008年）
  - 消えた宝石（2009年）
  - 愚兄の奇跡（2010年）
  - 賑やかな精進上げ（2011年）
  - つじつまあわせ（2012年）
  - カップリングパーティー（2013年）
  - ギャングズ・ビー・アンビシャス（2014年）
  - 夢咲商店街.COM（2015年）
  - おうじょうしまっせ（2016年）
  - 今さらのシンデレラ（2017年）
  - わたしのラジオ（2018年）
  - ハイブリッドセレモニー（2019年）
  - ゴールドラッシュ・ラプソディー（2023年）
  - 下町情話（2024年8月10日〜8月11日、一心寺シアター倶楽）[8]